# Membranipora pulchella
Membranipora pulchella är en mossdjursart som först beskrevs av Ferdinand Canu och Ray Smith Bassler 1930.  Membranipora pulchella ingår i släktet Membranipora och familjen Membraniporidae. Inga underarter finns listade i Catalogue of Life.